# Seleukos IV Filopator
Seleukos IV Filopator (ur. około 220 p.n.e., zm. 175 p.n.e.) – władca z dynastii Seleucydów w latach 187 p.n.e. - 175 p.n.e., drugi syn Antiocha III Wielkiego, brat Antiocha IV Epifanesa, ojciec Demetriusza I Sotera. 
W trakcie wojny rzymsko-seleukidzkiej w latach 192-189 p.n.e. pełnił ważne funkcje wojskowe w Tracji i Azji Mniejszej. Był jednym z dowódców podczas bitwy pod Magnezją.
Za czasów jego rządów państwo obejmowało Syrię, Mezopotamię, Babilonię, Medię i Persję. Odziedziczył państwo osłabione wojnami prowadzonymi przez ojca z Rzymem. Musiał także uregulować ogromną kontrybucję, nałożoną na mocy pokoju w Apamei. Potrzebne kwoty próbował uzyskać ze skarbca Świątyni Jerozolimskiej, co jednak zakończyło się niepowodzeniem.
Zmuszony był prowadzić politykę pokojową wobec Rzymian. Jego próba wystąpienia przeciwko Pergamonowi, sojusznikowi Rzymu, spowodowała negatywną reakcję senatu. W wyniku zaistniałej sytuacji Seleukos IV Filopator został zmuszony do wysłania do Rzymu, w charakterze zakładnika, najstarszego syna Demetriusza Sotera. Seleukos IV Filopator został zabity przez swojego ministra Heliodorusa. Po śmierci formalnie zastąpił go kilkuletni syn Antioch (niekiedy nazywany w historiografii Antioch Dziecko), który w 170 p.n.e. został zabity przez Antiocha IV.